# Octodeciljon
Octodeciljon är talet 10108 i tiopotensnotation, och kan skrivas med en etta följt av 108 nollor, alltså
1 000 000 000 000 000 000 000 000 000 000 000 000 000 000 000 000 000 000 000 000 000 000 000 000 000 000 000 000 000 000 000 000 000 000 000 000.
Ordet octodeciljon kommer från det latinska prefixet octodeca- (arton) och med ändelse från miljon.
En octodeciljon är lika med en miljon septendeciljoner eller en miljondel av en novemdeciljon.
En octodeciljondel är 10−108 i tiopotensnotation.